# Fara San Martino
Fara San Martino é uma comuna italiana da região dos Abruzos, província de Chieti, com cerca de 1.623 habitantes. Estende-se por uma área de 43 km², tendo uma densidade populacional de 38 hab/km². Faz fronteira com Caramanico Terme (PE), Civitella Messer Raimondo, Lama dei Peligni, Pacentro (AQ), Palombaro, Pennapiedimonte, Sant'Eufemia a Maiella (PE).

## Demografia
| Variação demográfica do município entre 1861 e 2011                               |
|                                                                                   |
| Fonte: Istituto Nazionale di Statistica (ISTAT) - Elaboração gráfica da Wikipedia |